# محمود الجابر
محمود الجابر (بالعربية: محمود جابر) هو لاعب كرة قدم إسرائيلي في مركز الوسط، ولد في 5 أكتوبر 1999 في الطيبة في إسرائيل. شارك مع منتخب إسرائيل لكرة القدم. أما مع النوادي، فقد لعب مع مكابي حيفا ونادي هبوعيل نوف هجليل.

## حياته
وُلِد اللاعب محمود جابر في 5 أكتوبر 1999 لأسرة عربيّة مسلمة ونشأ في الطيبة في إسرائيل (من عرب ال 48)، ترعرع على حُبّ الكُرة مُنذ الصغر.
متفوّق في الرياضة ومجال التعليم يتعلّم في مدرسة يهوديّة وهو الوحيد العربيّ هناك(3) .
جدّه كان لاعبًا ووالده كان لاعبًا محترفًا، أخويه يلعبان في فرق محترفة، جدّه عبد الله جابر كان يلعب في هبوعيل الطيبة وأبوه نبيل جابر كان من مؤسّسي شمشون الطيبة، وكان لاعبًا في الطيبة، أخوه عبد الله جابر يلعب في نادي “الهلال” القدس والمنتخب الفلسطينيّ، وقد روقب في الأيّام الأخيرة من قبل فرق في الدوري الإيطاليّ منها الفريق “نابولي”، أخوه محمّد جابر يلعب في الدرجة الثانية في الدوري الإسرائيليّ لفريق شباب الطيبة.

## مسيرته  المهنيّة
بدأ مشواره الكرويّ مع فريق هبوعيل كفار سابا وهو في سنّ التاسعة من عمره، في هذا السنّ لم يكن فريق يلعب في الدوريّ الأساسيّ للمحترفين لكن كونه لاعبًا متميّزًا، تمّ نقله إلى الفريق الأكبر سنًّا ليلعب في الدوري الأساسيّ للمحترفين، وكان من اللاعبين البارزين، وأنهى السنة بلقب ملك الهدّافين، في تاريخ 12/4/2015 حاز هو وفريقه على لقب كأس إسرائيل أمام فريق بني يهودا، قرّر نادي مكابي حيفا أن يتبنّى اللاعب ويحصل على خدماته وبذلك يبدأ مشواره الكرويّ في دوري المحترفين

## القاب
استمر مع فريق كفار سابا حتى جيل 13 سنة ومن خلال الاربع سنين، اكتفى بحصد عدّة ألقاب منها: "ملك الأهداف، افضل  لاعب في الموسم واكتشاف الموسم". يلقّبونه بـ ”تشافي” لاعب نادي برشلونة كونه يلعب في مركز الفريق،وذلك إنّ الفريق مبنيّ عليه وإنّه قلب الفريق.

## وصلات خارجية
- محمود جابر على موقع الاتحاد الأوربي (الإنجليزية)
- محمود جابر على موقع قاعدة بيانات كرة القدم.إي يو (الإنجليزية)
- محمود جابر على موقع ناشيونال فوتبول تيمز (الإنجليزية)
- محمود جابر على موقع Soccerbase.com (لاعب) (الإنجليزية)
- محمود جابر على موقع Soccerway.com (الإنجليزية)
- محمود جابر على موقع عالم كرة القدم.نت (الإنجليزية)